# Елін Нордеґрен
Елі́н Марі́я Перні́лла Нордеґре́н (швед. Elin Maria Pernilla Nordegren; 1 січня 1980 р., Стокгольм, Швеція) — шведська фотомодель.

## Кар'єра
Елін Нордеґгрін почала модельну кар'єру у 2000 році.
У 2004—2010 роках була одружена з гольфістом Тайґером Вудсом. Від цього шлюбу має двох дітей: донька Сем Алексіс Вудс (нар. 18.06.2007) та син Чарлі Аксель Вудс (нар. 08.02.2009).